# Stefan Kubiak
Stefan Kubiak (1923-1963) hay Hồ Chí Toán, là một quân nhân Việt Nam gốc Ba Lan. Từng tham gia Binh đoàn Lê dương Pháp sang tham chiến tại Chiến tranh Đông Dương, ông đã đảo ngũ, phục vụ cho phong trào đấu tranh dân tộc của người Việt Nam, từng tham gia chiến dịch Điện Biên Phủ.

## Cuộc đời và sự nghiệp

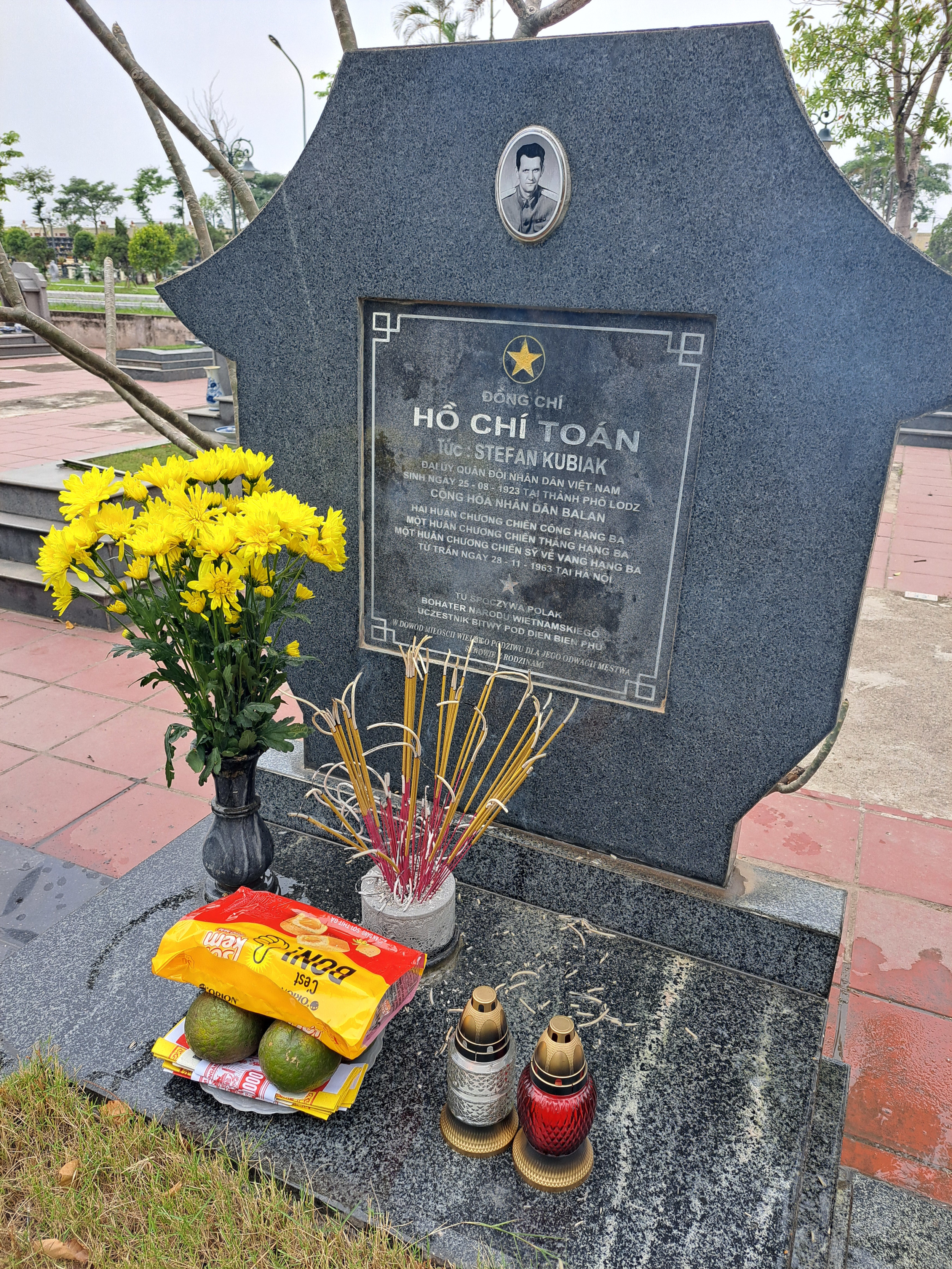
Ngôi mộ của Stefan Kubiak tại nghĩa trang Văn Điển.

Nhiều tài liệu ghi nhận, Stefan Kubiak sinh ngày 25 tháng 8 năm 1923 tại Łódź, Ba Lan. Tuy nhiên, các thông tin sau đó không được ghi nhận rõ ràng. Có lẽ trong Thế chiến thứ hai, ông từng bị cưỡng bức gia nhập lực lượng Wehrmacht, được đưa sang chiến đấu ở Mặt trận phía Tây và bị quân Đồng Minh bắt làm tù binh. Do quá khứ từng tham chiến trong quân đội Đức quốc xã, ông không thể trở về quê hương Ba Lan, mà đăng ký tình nguyện tham gia đội quân Lê dương Pháp để tìm một cuộc sống mới. Nguồn khác được cho là ghi theo lời khai của ông thì ông bị quân Đức bắt đưa đi cưỡng bức lao động tại Đức năm 1940. Năm 1943, ông đào tẩu sang Litva tham gia du kích đánh phát xít Đức, năm 1944 tham gia Hồng quân Liên Xô sau đó được chuyển sang phục vụ trong Quân đội Nhân dân Ba Lan (Armia Ludowa). Năm 1946, khi trên đường sang Italia công tác, ông bị quân Pháp bắt sung vào Binh đoàn Lê dương Pháp.
Cuối năm 1946, ông cùng đơn vị được gửi sang Đông Dương thuộc Pháp để tham gia trấn áp phong trào độc lập của người Việt, đóng tại Nam Định. Tại đây, ông nhanh chóng chuyển hướng ủng hộ phong trào dân tộc do Việt Minh lãnh đạo nên tháng 4 năm 1947, ông đã đào ngũ và gia nhập cùng chiến đấu với họ. Ban đầu, ông được bố trí làm công tác địch vận, chủ yếu tuyên truyền vận động các binh lính Pháp phản chiến. Ông cũng có lần đóng giả sĩ quan Pháp để giúp những đồng đội của mình thâm nhập và đánh chiếm đồn bót của quân đội Pháp.
Tuy nhiên, kể từ sau trận Hòa Bình mùa xuân năm 1952, ông được biết đến nhiều hơn do khả năng đặc biệt trong việc sửa chữa nhiều loại vũ khí thu được (gồm đại bác, súng phóng lựu và súng cối). Nhiều vũ khí hiện đại của quân Pháp bị phía Quân đội Nhân dân Việt Nam thu giữ nhưng lại không thể sử dụng được, đã được Kubiak tham gia sữa chữa, giúp những vũ khí này có thể phát huy được tác dụng. Ngoài ra, với kiến thức toán học của mình, ông đã giúp ích rất nhiều cho những người Việt Nam trong việc huấn luyện và khai thác chiến thuật trong lực lượng pháo binh Việt Nam non trẻ. Do kỹ năng này, ông đã được các bạn đồng chí đặt cho biệt danh "Toán".
Năm 1954, ông tham gia chiến dịch Điện Biên Phủ, chiến đấu trong đội hình Đại đoàn 312, đánh trận mở màn tại Him Lam và các trận chiến giành các cao điểm phía đông (các đồi A1, C1, C2, D1 và E, còn gọi là trận chiến "Năm quả đồi"). Trong suốt giai đoạn 1948 đến 1954, ông được ghi nhận đã tham gia 10 chiến dịch lớn, chiến đấu 50 trận, được chính phủ Việt Nam Dân chủ Cộng hòa trao tặng 2 Huân chương Chiến công hạng Ba, đặc biệt ghi nhận thành tích xuất sắc của ông trong trận đánh chiếm đồn Phủ Thông 1947 và trận Him Lam 1954. Ông còn được Hồ Chí Minh, vị chủ tịch đầu tiên của nước Việt Nam độc lập, nhận làm con nuôi và chính thức đặt tên là Hồ Chí Toán.
Sau khi chính quyền Việt Nam Dân chủ Cộng hòa kiểm soát hoàn toàn miền Bắc, năm 1955, ông được điều về làm tham mưu trưởng trung đoàn pháo binh 45. Năm 1957, do tình trạng sức khỏe, ông được điều chuyển về công tác báo Quân đội nhân dân. Năm 1958, ông được phong quân hàm Đại úy Quân đội Nhân dân Việt Nam.
Do vết thương cũ tái phát và di chứng của bệnh sốt rét nặng, ông lâm bệnh nặng và qua đời ngày 28 tháng 11 năm 1963 tại Hà Nội, hưởng dương 40 tuổi. Mộ ông nằm ở nghĩa trang Văn Điển (cách trung tâm Hà Nội 11 km).

## Gia đình
Năm 1956, Stefan Kubiak - Hồ Chí Toán lập gia đình với một phụ nữ người Hà Nội tên là Nguyễn Thị Phượng và có 2 người con trai đều được chính Chủ tịch Hồ Chí Minh đến thăm và đặt tên là Hồ Chí Thắng (sinh 1956) và Hồ Chí Dũng (sinh 1958). Năm 1965, bà Phượng cùng 2 người con trai trở về Ba Lan sinh sống. Bà Phượng qua đời năm 2007. Hai người con trai Hồ Chí Thắng và Hồ Chí Dũng đều nói tiếng Việt thành thạo, hiện nay đều là những doanh nhân thành đạt tại Ba Lan.

## Hồi ký
- Zbieg z fortu Nam Dinh, 1974